# La Roux (álbum)
La Roux es el primero álbum de estudio del dúo inglés de música electropop La Roux. Fue lanzado en el Reino Unido el 29 de junio de 2009 por Polydor Records e incluye los sencillos exitosos «In for the Kill» y «Bulletproof», que alcanzaron los números dos y uno en los UK Singles Chart, respectivamente.
El álbum fue nominado para los premios Mercury 2009, y ha sido ganador del Grammy al mejor álbum de electronic/dance en los Premios Grammy 2011.

## Recepción crítica
La Roux obtuvo una puntuación de 76 sobre 100 de Metacritic, indicando reseñas generalmente favorables de los críticos de música. Alexis Petridis de The Guardian escribió que «el sonido es auténticamente metálico, algo bajo es que la mayoría de los pioneros synth pop parecía que la música brillante del futuro podrían prescindir. Los ritmos tienda a cortarse, a impactar intensamente que los oyentes de una época determinada quizás encuentres dificultad de oír sin dibujar una pista de baile de una escuela disco integrados por cuatro lineas de personas intentando bailar robóticamente». Steve Harris de Clash referencia al álbum como «la última expresión del "amor ochentero" y declara que "aparte de una pareja de últimas canciones, el álbum está muy allá de llenar y mantener golpes pronunciados después de un golpe de una excelente embarcación musical». Luke Turner de NME elogió diciendo que «con ese increíble debut, un 21 años sin pretensiones desde SW2, ha revitalizado una olvidada forma para hacer una de las mejores álbumes de pop británico con una visión futura de la memoria reciente». Heather Phares escribió para Allmusic que «la dedicación de La Roux para su estética hizo esto un álbum donde las canciones sean variaciones en un tema, y en la rara ocasión donde la composición no corta como maquinilla de afeitar, el estilo amenaza en adelantar la sustancia. Sin embargo, esta devoción también hizo de La Roux un hecho destacado, no exactamente entre los muchos otros resurgimientos ochenteros, pero el paisaje pop completo de los finales de 2000».
Paul Schrodt de Slant Magazine describe el sonido de La Roux como «gélido, deliberadamente afectado, y algo, pero casual», pero añadió que «este es el intento de la banda en su vulnerabilidad ("Cover My Eyes"), que está hecho para los oyentes más insípidos». Joshua Love de Pitchfork Media sintió que «La Roux entrega frío, pero un irresistible pop de retroceso que se escucha regresar explícitamente a los tipos femeninos británicos Yazoo y los Eurythmics». Talia Kraines de BBC Music escribió: «Ese estridente vocal puede significar que el título epónimo del álbum no es algo que estamos dispuestos a escuchar de un solo golpe cuando estamos bajo presión, pero es un aprieto abarrotado con canciones pop asesinas después de unas canciones pop asesinas». Peter Paphides de The Times pensó que «para la pureza casi militante de su pensamiento de ejecución, La Roux inspira un peculiar mixtura de emociones. Exclusivamente usar teclado es algo, pero la banda de Brixton ha dado un paso más, purgando sonido de cualquier ruido de teclado que resiste cada semejanza pasajero par que su mixture de fan musicales de Jeremy Clarkson podría referir como un instrumento "real"». Rob Sheffield de Rolling Stone escribió que «junto a co-escritores y Ben Langmald, ella reina la radio británica con éxitos dance chispeante sobre sexo y traición», estimando a «Bulletproof» como la «gema definitiva» del álbum. Simon Price fue el crítico del álbum en su reseña para The Independent, declarando que «en mucho tiempo, La Roux suena extrañamente distorsionado, como la música de fondo para el juego Sega Mega Drive».

## Sencillos
- «Quicksand» fue lanzado como el primer sencillo del álbum el 15 de diciembre de 2008. La canción entró a los UK Singles Chart en el número 153 y fue acompañado por un videoclip dirigido por Kinga Burza. Fue relanzado el 23 de noviembre de 2009, reentrando en la lista en el número 129.
- «In for the Kill» fue lanzado como segundo sencillo de álbum el 16 de marzo de 2009. La canción alcanzó el número 2 en los UK Singles Chart y su vídeo musical fue dirigido por Kinga Burza. Este sencillo, el éxito más grande del dúo (aunque este alcanzó una sola lista de éxitos, mientras que «Bulletproof» logró más ventas y entrar en más listas de éxitos). Pasó cuatro semanas en el número 2, y se convirtió en el quinto vendedor más grande del Reino Unido en 2009 y el trigésimo quinto vendedor más grande de la década de 2000. Esto fue a pesar de que la canción empezó debutando en el número 11, tomando tres semanas para alcanzar el top 10 y cinco semanas para alcanzar el número 2. La canción se hizo más popular por una remezcla dubstep de Skream, llamado «Skream's Let's Get Ravey Mix». La remezcla fue reproducida durante los créditos finales de «Hair», el sexto episodio de la séptima temporada de la serie Entourage de HBO.
- «Bulletproof» fue lanzado como tercer sencillo el 22 de junio de 2009. Se convirtió en el primer logro de La Roux en entrar a los UK Singles Chart, y fue acompañado por un futurista videoclip dirigido por The Holograms@UFO. «Bulletproof» vendió 80.144 copias en su primera semana en el Reino Unido, hecho que no sucedió con «In for the Kill», pues sus ventas fueron mucho menores. El sencillo también entró en el número 5 en Irlanda, al igual que «In for the Kill», alcanzando el éxito en ambos países. En iTunes de Estados Unidos, se convirtió en el sencillo de la semana desde el 22 al 29 de septiembre de 2009.
- «I'm Not Your Toy» fue lanzado como cuarto sencillo el 28 de septiembre de 2009. Jackson explicó a The Guardian el 22 de julio de 2009 la razón de por qué la canción salió durante la temporada de verano: «Yo pienso que los climas soleados te conduce a través de tempos certeros y melodías que trabajan bien bombardeando fuera de la ventanillas abiertas». Ella agregó que el dúo demanda que el sencillo fue lanzado en verano «por esa razón. Ha sido un resplandor que no podría trabajar en invierno».[16] Alcanzó el número veintisiete  en Reino Unido.
- «Tigerlily» fue anunciado como quinto sencillo de álbum. El 15 de julio de 2010, Jackson habló tras de cámaras sobre el argumento del vídeo musical para YouTube.[17]

## Lista de canciones
Todas las canciones fueron escritas por Elly Jackson y Ben Langmaid, excepto donde están con anotaciones.
1. «In for the Kill» – 4:08
2. «Tigerlily» (Jackson, Langmaid, Darren Berry) – 3:24
3. «Quicksand» – 3:05
4. «Bulletproof» – 3:25
5. «Colourless Colour» (Jackson, Ben Hirst) – 3:28
6. «I'm Not Your Toy» – 3:18
7. «Cover My Eyes» – 4:32
8. «As If by Magic» – 3:51
9. «Fascination» – 3:41
10. «Reflections are Protection» – 4:19
11. «Armour Love» (Jackson, Langmaid, Berry) – 3:53
12. «Growing Pains» (pista adicional) (Jackson, Langmaid, Jeff Patterson) – 3:27

Edición iTunes para Europa y Australia
1. «In for the Kill» (Skream's Let's Get Ravey Remix) – 5:02

Edición iTunes para Estados Unidos
1. «Saviour» – 4:21

Versión exclusiva para Amazon.com
1. «Bulletproof» (versión maqueta) – 3:26

CD realzado para Australia
1. «In for the Kill» (Skream's Let's Get Ravey Remix) – 5:02
2. «In for the Kill» (vídeo)
3. «Quicksand» (vídeo)

Edición para Francia
1. «Saviour» – 4:21
2. «In for the Kill» (Skream's Let's Get Ravey Remix) – 5:04
3. «Bulletproof» (Tiborg Remix) – 3:29
4. «Bulletproof» (DJ Zinc Remix) – 5:51

Edición para Japón
1. «Saviour» – 4:21
2. «In for the Kill» (Skream's Let's Get Ravey Remix) – 5:04
3. «Bulletproof» (Tepr TsunAimee Remix) – 5:35

## Personal
- Elly Jackson – voz y productora.
- Ben Langmaid – productor.
- Alexander Brown – dirección de arte, diseño gráfico y fotografía.
- Dan Carey – mezcla (canción 3).
- Serban Ghenea – mezcla (canciones 1, 2, 4–12).
- John Hanes – ingeniería de mezcla (canciones 1, 2, 4–12).
- Ben Hirst – productor (canción 5).
- Kit Jackson – spoken word (canción 2).
- London Community Gospel Choir – voces de fondo, coro (canción 7).
- Hannah Neaves – dirección de arte, diseño.
- Tim Roberts – asistente de ingeniería de mezcla (canciones 1, 2, 4–12).
- Ian Sherwin – ingeniero (canciones 2, 5, 7–12).
- Traffic – dirección de arte, diseño.
- Andy Whitton – fotografía.